# Рин Јамасито
Рин Јамасито (Касама, 16. јун 1857 — Касама, 26. јануар 1939) била је јапанска сликарка и иконописац православне вере.

## Младост
Рин Јамасито рођена је 16. јуна 1857. године у сиромашној самурајској породици из Касаме, Јапан. У петнаест година напустила је кућу и упутила се у престоницу. Покушаји родитеља да је врате кући остали су без резултата. Мајка јој је помогла да се упише у традиционалну школу јапанске уметничке гравуре. Наставник јој је био чувени Кунитика Тоехара, један од последњих учитеља јапанског стила. Међутим, начин учења јој није одговарао. Ученици су више времена проводили у раду на пољу или у кухињи него у учењу. Због тога се све више интересовала за европску уметност. Године 1876. пријавила се на конкурс за уметничку школу на Технолошком факултету. Била је примљена. У тој школи се, по први пут у Јапану, изучавала европска техника сликања уљаним бојама. Ринин предавач био је Антонио Фонтанези.

## Познанство са Николајем Јапанским
У уметничкој школи Рин је упознала Масако Јамамуру. Масако је била православне вере и успела је да и Рин заинтересује за православље. Преко Масако, Рин је упознала Николаја Јапанског, њеног духовног оца кога ће Руска православна црква касније канонизовати. Николај Јапански је крстио Рин 1878. године. Рин је добила крштено име Ирина.
Николај је успео да Рин нађе посао у иконописачкој радионици женског манастира у Петрограду. Године 1881. Рин је стигла у Европу и посетила Цариград. Обишла је и храм Аја Софија.

## Боравак у Русији
У Петрограду Рин је доста времена проводиа у музеју Ермитаж где је имала прилике да види ремек-дела европског сликарства. То ју је инспирисало да се сва посвети иконописању. У томе јој је подршку, преко писама, пружао Николај Јапански. Међутим, године 1883. Ирина се разболела и била је приморана да се врати у домовину. На то ју је саветовао и Николај. У Токију се преселила у близину Православне мисије. У иконописачкој радионици провела је 35 година. Године 1918, након смрти Николаја Јапанског, вратила се у родно место. Умрла је 1939. године.

## Заоставштина
Рин Јамасито насликала је између 100 и 250 православних икона. Велики број њих уништен је у земљотресу који је погодио Јапан 1923. године и у Другом светском рату. Икона „Воскресење Христово“ поклоњена је руском цару Николају ΙΙ Романову током његове посете Јапану. Цар ју је држао у Зимском двору. Данас се икона налази у музеју Ермитаж.